# Шагапов, Владислав Шайхулагзамович
Владислав Шайхулагзамович Шагапов (17 марта 1948, Новокутово, Башкирская АССР — 22 декабря 2022) — советский и российский учёный-механик, педагог. Доктор физико-математических наук (1989), профессор (1989), член-корреспондент (1991), академик Академии наук Республики Башкортостан (2012). Заслуженный деятель науки Российской Федерации (2023).

## Биография
Владислав Шайхулагзамович родился 17 марта 1948 года в деревне Новокутово Чекмагушевского района БАССР.
Отец — Шайхелагзам Исламгалеевич Шагапов, участник 2-х войн, за боевые заслуги был награждён орденами.
Мать — Василя Ахъяруловна Шагапова, учительница математики в сельской школе. В семье было шестеро детей: трое сыновей и три дочери, Владислав в семье был старшим ребёнком.
Окончил механико-математический факультет МГУ имени М. В. Ломоносова в 1971 году.
В 1971—1974 годы работал в отделе физики и математики БФАН СССР, в 1974—1984 — в Башкирском государственном университете (ныне Уфимский университет науки и технологий)  преподавал на физическом и математическом факультетах.
С 1984 по 1988 год — старший научный сотрудник в отделе физики и математики БФАН СССР, с 1988 — заведующий лабораторией волновой динамики многофазных сред в Тюменском научном центре СО АН СССР, в 1989—1995 — профессор кафедры механики многофазных систем Тюменского государственного университета.
С 1995 года работал главным научным сотрудником Института механики Уфимского научного центра РАН.
С 2001 по 2004 год — заведующий кафедрой прикладной математики и механики в Стерлитамакской государственной академии.
С 2005 по 2012 год профессор кафедры прикладной математики и механики Бирской государственной социально-педагогической академии. С 2012 по 2017 год — заведующий кафедрой высшей и прикладной математики Бирского филиала Башкирского государственного университета (ныне Уфимский университет науки и технологий).
Умер 22 декабря 2022 года.

### Семья
Женат. Дети:
- дочери — Нафиса (р. 1975), Дилара (р. 1986)
- сын — Наиль (р. 1978).

## Научная деятельность
Доктор физико-математических наук (1989), профессор (1989). В 1991 году был избран членом-корреспондентом, в 2012 — действительным членом АН РБ.
Подготовил 7 докторов и 55 кандидатов наук; в числе его учеников 1 директор академического института, 3 заведующих кафедрами.
Автор более 380 научных трудов, 10 изобретений и 1 монографии, в том числе:

### Избранные труды
- В. Ш. Шагапов, Р. Р Айдагулов, Н. С. Хабеев Структура ударной волны в жидкости с пузырьками газа с учётом нестационарного межфазного теплообмена. Прикладная механика и техническая физика. 1977. № 3. С. 67-74
- В. Ш. Шагапов, Н. К. Вахитова О распространении малых возмущений в парожидкостных пузырьковых средах. Прикладная механика и техническая физика. 1984. № 5. С.34-43
- В. Ш. Шагапов К теории распространения звука в тумане. Изв. АН СССР, Физика атмосферы океана. 1988. № 5. С. 506—512
- Р. И. Нигматулин, В. Ш. Шагапов, Н. К. Вахитова Проявление сжимаемости несущей фазы при распространении волн в пузырьковой среде. ДАН СССР 1989. Т.304. № 5. С.1077-1081
- В. Ш. Шагапов О фильтрации газированной жидкости. Прикладная механика и техническая физика. 1993. Т. 34. № 3. С.97-105
- В. Ш. Шагапов, Н. М. Хлесткина Акустика каналов с пористыми и проницаемыми стенками. Прикладная механика и техническая физика. 1996. Т.37. № 5. С.82-92
- В. Ш. Шагапов, Н. Г. Мусакаев Теоритическое моделирование работы газо-нефтянной скважины в осложненных условиях Прикладная механика и техническая физика 1997. Т.38. № 2. С.125-134
- Р. И. Нигматулин, В. Ш. Шагапов, В. Р. Сыртланов Автомодельная задача о разложении газогидратов в пористой среде при депрессии и нагреве. Прикладная механика и техническая физика 1998. Т. 39. № 3. С.111-118
- Р. И. Нигматулин, В. Ш. Шагапов, Г. Я. Галеева Вынужденные нелинейные колебания газового пузырька в «большой» сферической колбе (резонаторе). Прикладная механика и техническая физика. 1998. Т. 39. № 5. С.77-87
- В. Ш. Шагапов, Г. Я. Галеева Взрывное истечение газо-насыщенной жидкости из трубчатых каналов и емкостей. Прикладная механика и техническая физика. 1999. Т. 40. № 1. С.64-73
- Р. И. Нигматулин, В. Ш. Шагапов, Л. А. Насырова «Тепловой удар» в пористой среде, насыщенной газогидратом. Доклады РАН 1999. Т.366. № 3. С.337-340
- В. Ш. Шагапов, О. С. Гудкова Распространение паро-газокапельных струй в атмосфере. Известия АН. Физика атмосферы и океана. 2001. Т. 37. № 3, С.313-321.
- В. Ш. Шагапов, М.Н Галимзянов, И. К. Гималтдинов Двумерные волны давления в жидкости, содержащей пузырьки. Известия АН, Механика жидкости и газа. 2002. № 2. С.139-147
- В. Ш. Шагапов, З. А. Булатова К теории акустического зондирования прискважинных областей пористых и проницаемых горных пород. Геофизический журнал. 2002. Т.24. № 2. С.79-91
- В. Ш. Шагапов, Г. Р. Галиаскарова К теории накопления смога в штиль. Известия АН, Физика атмосферы океана. 2002. Т.38. № 1. С.71-80
- Р. И. Нигматулин, В. Ш. Шагапов, И. К. Гималтдинов, Ф. Ф. Ахмадуллин Взрыв пузырьковой завесы с горючей смесью газов при воздействии импульсом давления. Доклады РАН 2003. Т.388. № 5. С.611-615
- В. Ш. Шагапов, М.В Буркин., А. В. Воронин, А. А. Шатов К расчету обжига известняка в коксовой печи. Теоретические основы химической технологии 2004. Т 38. № 4. С.467-474
- В. Ш. Шагапов, Р. Р. Уразов Характеристики газопровода при наличии гидратных отложений. теплофизика высоких температур 2004. Т. 42. № 3. С.461-468
- В. Ш. Шагапов, И. М Баянов,И. Р. Хамидуллин Движение выбросов, содержащих водяной конденсат, в приземном слое атмосферы. Известия АН. Механика жидкости и газа. 2007. № 6. С.159-171
- В. Ш. Шагапов, И. М Баянов, И. Р Хамидуллин Автомодельная задача о диффузионном перемешивании парогазокапельных систем. Прикладная математика и механика. 2008. Т. 72. № 4. С. 613—624.
- В. Ш. Шагапов, О. Р. Нурисламов Нагнетание газа во влажную пористую среду с образованием газогидрата. Прикладная математика и механика. 2009. Т.76. вып.5 С. 809—823
- В. Ш. Шагапов, О. Р. Нурисламов Об обтекании пластины жидкостью со вскипанием и вдувом газа. Теплофизика высоких температур. 2010. Т. 48. № 4. С. 582—591
- В. Ш. Шагапов, В. В. Сарапулова Особенности преломления и отражения звука на границе раздела между «чистой» и пузырьковой водой Акустический журнал. 2015. Т.61. № 1. С. 40-48
- В. Ш. Шагапов, Г. Р. Рафикова, М. К. Хасанов К теории образования газогидрата в частично водонасыщенной пористой среде при нагнетании метана. Теплофизика высоких температур. 2016. Т.54. № 6. С. 911—920.
- В. Ш. Шагапов З. М. Нагаева Об упругом режиме фильтрации в трещине, расположенной в нефтяном или газовом пласте. Прикладная математика и механика 2017. Т. 81. № 3. С. 319—329
- Шагапов В. Ш., Мусакаев Н. Г. Динамика образования и разложения гидратов в системах добычи, транспортировки и хранения газа. — М.: Наука, 2016. — 240 с. — ISBN 978-5-02-039976-1.
- В.Ш. Шагапов, Э.В. Галиакбарова, З.Р. Хакимова К теории локального зондирования трещин, образовавшихся при гидроразрыве пласта, с использованием импульсных волн давления. Прикладная механика и техническая физика. 2021. Т. 62. № 4. С. 46-56.
- В.Ш. Шагапов, Р.А. Башмаков, Д.А. Насырова Собственные колебания жидкости в скважине, сообщающейся с пластом, при наличии трещины ГРП. Прикладная математика и механика. 2022. Т.86. № 1. С.88- 104.
- В.Ш. Шагапов, З.М. Нагаева, Е.П. Аносова Фильтрация флюида к скважине через радиальную трещину ГРП при постоянном расходе. Известия РАН. Механика жидкости и газа. 2023. № 2. С. 90-101.
- В.Ш. Шагапов, Э.В. Галиакбарова, Р.А. Башмаков, З.Р. Хакимова К теории метода «эхоскопии» призабойной зоны скважины в низкопроницаемом пласте, подверженным ГРП. Прикладная математика и механика. 2023. Т. 87. № 2. С. 314-326.

## Звания и награды
- Заслуженный деятель науки Российской Федерации (26 января 2023 года) — за вклад в развитие науки и многолетнюю добросовестную работу[4]
- Премия обкома комсомола БАССР в области науки (1978) — за цикл работ по механике многофазных систем
- Дипломант конкурса «Соросовский профессор» (1998)
- Почётные грамоты Российской академии наук (2008), Администрации городского округа город Уфа (2017)
- Медаль имени Х. А. Рахматулина Российского национального комитета по теоретической и прикладной механике (2011)
- Вошёл в список самых цитируемых учёных по данным национальной информационно-аналитической системы «Российский индекс научного цитирования» и включен в Топ-100 в направлении «Механика» (2014)
- Заслуженный деятель науки Республики Башкортостан (2018)